# Manoir du Clos-Hazel
Le manoir du Clos-Hazel est situé à Ploërmel en France.

## Localisation
Le manoir est situé sur le territoire de la commune de Ploërmel, au lieu-dit Le Clos Hazel , dans le département du Morbihan en région Bretagne.

## Description
Le manoir est partiellement conservé, remanié. Il date de la première moitié du XVIe siècle, édifice à un étage carré, construction en schiste et moellons de granite, toiture à longs pans ; pignon découvert ; les parties agricoles sont plus récentes.

## Historique
Le manoir est inscrit à l'inventaire général du patrimoine culturel.